# プレドーザ
プレドーザ（伊: Predosa）は、イタリア共和国ピエモンテ州アレッサンドリア県にある、人口約1,900人の基礎自治体（コムーネ）。

## 地理

### 位置・広がり
| 隣接するコムーネは以下の通り。 - バザルッツォ - ボスコ・マレンゴ - カプリアータ・ドルバ - カルペネート - カーザル・チェルメッリ - カステッラッツォ・ボルミダ - カステルスピーナ - フレゾナーラ - ロッカ・グリマルダ - セッツァーディオ |

## 行政

### 分離集落
プレドーザには、以下の分離集落（フラツィオーネ）がある。
- Castelferro, Mantovana, Retorto